# Alfonso Visconti
Alfonso Visconti (ur. w 1552 w Mediolanie, zm. 19 września 1608 w Maceracie) – włoski kardynał.

## Życiorys
Urodził się w 1522 roku w Mediolanie, jako syn Annibale Viscontiego i Lucii Sauli. Uzyskawszy stopień doktora utroque iure wstąpił do zakonu filipinów. Po pewnym czasie zrezygnował z habitu i został protonotariuszem apostolskim i referendarzem Trybunału Obojga Sygnatur. W latach 1584–1586 był poborcą w Portugalii, a w okresie 1589–1591 – nuncjuszem przy cesarzu. 8 lutego 1591 roku został wybrany biskupem Cervii. W 1595 roku ponownie objął funkcję nuncjusza, tym razem na Węgrzech i pozostał tam przez trzy lata. 3 marca 1599 roku został kreowany kardynałem prezbiterem i otrzymał kościół tytularny San Giovanni a Porta Latina. W 1601 roku został przeniesiony do diecezji Spoleto. Pełnił także funkcję legata w Marchii. Zmarł 19 września 1608 roku w Maceracie.